# Sotagliflozin
Sotagliflozin ist ein orales Antidiabetikum für Typ-1-Diabetiker mit Übergewicht, bei denen Insulin allein nicht zu einer ausreichenden Blutzuckerkontrolle ausreicht. Es wurde von Sanofi und Lexicon Pharmaceuticals entwickelt.

## Wirkung
Sotagliflozin ist ein SGLT1- und SGLT2-Inhibitor. Als SGLT1-Inhibitor verlangsamt es die Aufnahme von Glucose und Galactose, wodurch Hyperglykämien nach dem Essen vermieden werden können. Als SGLT2-Inhibitor verhindert Sotagliflozin die Rückresorption von Glucose über die Nieren, wodurch Glucose über den Urin ausgeschieden wird (Glucosurie). In Studien konnte gezeigt werden, dass Sotagliflozin den HbA1c reduzieren kann.

## Nebenwirkungen
Zu den häufigsten Nebenwirkungen gehören Infektionen im Genitalbereich, diabetische Ketoazidose und Durchfall. Besonders das erhöhte Risiko für eine diabetische Ketoazidose ist bedenklich, da diese normalerweise mit einer Hyperglykämie einhergeht. Bei Einnahme von Sotagliflozin ist dies jedoch nicht immer der Fall.

## Zulassung
Sotagliflozin wurde 2019 in der EU für übergewichtige (BMI > 27 kg/m2) Typ-1-Diabetiker zugelassen, die trotz optimaler Insulintherapie keine adäquate Blutzuckereinstellung erreichen. Im Mai 2022 wurde die Zulassung auf Antrag des Zulassungsinhabers zurückgenommen. Die Food and Drug Administration (FDA) verweigerte die Zulassung in dieser Indikation.
2023 wurde Sotagliflozin in den USA unter dem Namen Inpefa zugelassen. Das Anwendungsgebiet umfasst die Verringerung des Risikos eines kardiovaskulären Todes oder einer Krankenhauseinweisung aufgrund von Herzinsuffizienz bei Erwachsenen mit Herzinsuffizienz oder mit Typ-2-Diabetes mellitus, chronischer Nierenerkrankung und anderen kardiovaskulären Risikofaktoren.

## Handelsname
Zynquista (EU; zurückgezogen), Inpefa (USA)